# Sirene (životinje)
Morske krave ili sirene (lat. Sirenia) red su morskih sisavaca biljoždera koji spadaju u grupu viših sisavaca čije je porijeklo u Africi, tzv. Afrotheria. Najbliži srodnici su im pećinari i slonovi. Danas još postoje dvije porodice dugonzi ili moronji (1 vrsta) i lamantini ili manatii (3 vrste).

## Osobitosti
Pored kitova i perajara, morske krave su treći veći takson sisavaca koji trajno žive u vodi (morski sisavci). Za razliku od tuljana, zbog izraženo zakržljalih udova, morske krave, odnosno sirene, ne mogu napustiti vodu. Ali ne može ih se usporediti ni s kitovima, jer se sirene neprekidno zadržavaju u blizini obale ili u slatkoj vodi. Uglavnom žive u vrlo plitkim vodama. 
Morske krave imaju vrlo masivno tijelo cilindričnog oblika. Prednje noge su im se preoblikovale u peraje, a zadnje su se sasvim povukle tako, da se njihovi ostatci više ne nalaze niti na kosturu. Nema leđnu peraju kao neki kitovi, a rep se preoblikovao u vodoravnu peraju. Koža im je vrlo debela i naborana, a nemaju niti ostatke krzna.
Njuška im je nešto odvojenija od glave i tupa. Okružena je tvrdim čekinjama, a nosnice su smještene na gornjem dijelu njuške. U usporedbi s tijelom, glava je relativno velika, dok se mozak u odnosu na veličinu tijela ubraja među najmanje koji se mogu naći kod sisavaca. 
Kod pojedinih vrsta sirena su zubi vrlo različiti. Često nemaju sjekutiće, a očnjake više nema niti jedna recentna vrsta. Prednji dio nepca je obložen rožnatim pločicama koje vjerojatno pomažu pri hranjenju. I kratki jezik im je rožnat.

## Način života
Morske krave žive samotnjački, ili, eventualno, u malim grupama. Kreću se polako. Hrana im je isključivo biljnog porijekla, vodene trave ili alge.  Životni vijek im je preko 30 godina, čak do 60.

## Evolucija
Morske krave, desmostyli, pećinari, Arsinoiterijum i slonovi imaju zajedničke kopnene pretke u ranom eocenu.